# Leptojulis lambdastigma
Leptojulis lambdastigma là một loài cá biển thuộc chi Leptojulis trong họ Cá bàng chài. Loài này được mô tả lần đầu tiên vào năm 1981.

## Từ nguyên
Từ định danh của loài được ghép bởi hai từ trong tiếng Latinh: lambda (ký tự lambda, chữ cái thứ 11 trong bảng chữ cái Hy Lạp) và stigma ("dấu, vệt"), hàm ý đề cập đến vệt đen hình chữ V ở trên gáy của loài này.

## Phạm vi phân bố và môi trường sống
L. lambdastigma có phạm vi phân bố ở Ấn Độ Dương và Tây Thái Bình Dương. Trước đây, loài này được tìm thấy từ đảo Đài Loan trải dài đến Bắc Philippines (biển Samar và biển Visayas). L. lambdastigma sau đó được ghi nhận thêm ở ngoài khơi Terengganu (Malaysia); vịnh Thái Lan (nằm trong vùng biển Thái Lan). L. lambdastigma cũng đã được phát hiện ở quần đảo Andaman (Ấn Độ), góp phần mở rộng phạm vi của loài này về phía tây.
L. lambdastigma sống trên nền đáy cát có lẫn đá vụn, và đã được thu thập ở độ sâu khoảng từ 25 đến 91 m.

## Mô tả
L. lambdastigma có chiều dài cơ thể tối đa được ghi nhận là 13,7 cm. Cơ thể có một vệt đen hình chữ V ở trên gáy, là một đặc điểm của loài cá này. Thân trên có màu xanh lục sẫm, chuyển thành màu vàng nhạt về phía thân dưới. Hai bên thân có một dải sọc màu vàng từ môi trên băng qua mắt kéo dài đến cuống đuôi.
Số gai ở vây lưng: 8–9; Số tia vây ở vây lưng: 12–13; Số gai ở vây hậu môn: 3; Số tia vây ở vây hậu môn: 12; Số tia vây ở vây ngực: 13; Số gai ở vây bụng: 1; Số tia vây ở vây bụng: 5.

## Hành vi và tập tính
Thức ăn của L. lambdastigma là các loài giun nhiều tơ, động vật thân mềm và động vật giáp xác.

### Trích dẫn
- "First Records of Two Labrid Fishes, Iniistius trivittatus and Leptojulis lambdastigma (Teleostei: Perciformes), from Thailand and Malaysia" (PDF). Mem. Fac. Fish. Kagoshima Univ. Quyển 59. 2010. tr. 27–35. {{Chú thích tạp chí}}: Đã bỏ qua tham số không rõ |authors= (trợ giúp)
- "First record of Leptojulis lambdastigma Randall and Ferraris, 1981 (Perciformes: Labridae) from the Andaman Islands, India" (PDF). Journal of the Marine Biological Association of India. Quyển 62 số 1. 2020. tr. 90–94. {{Chú thích tạp chí}}: Đã bỏ qua tham số không rõ |authors= (trợ giúp)